# وازی (کشالین)

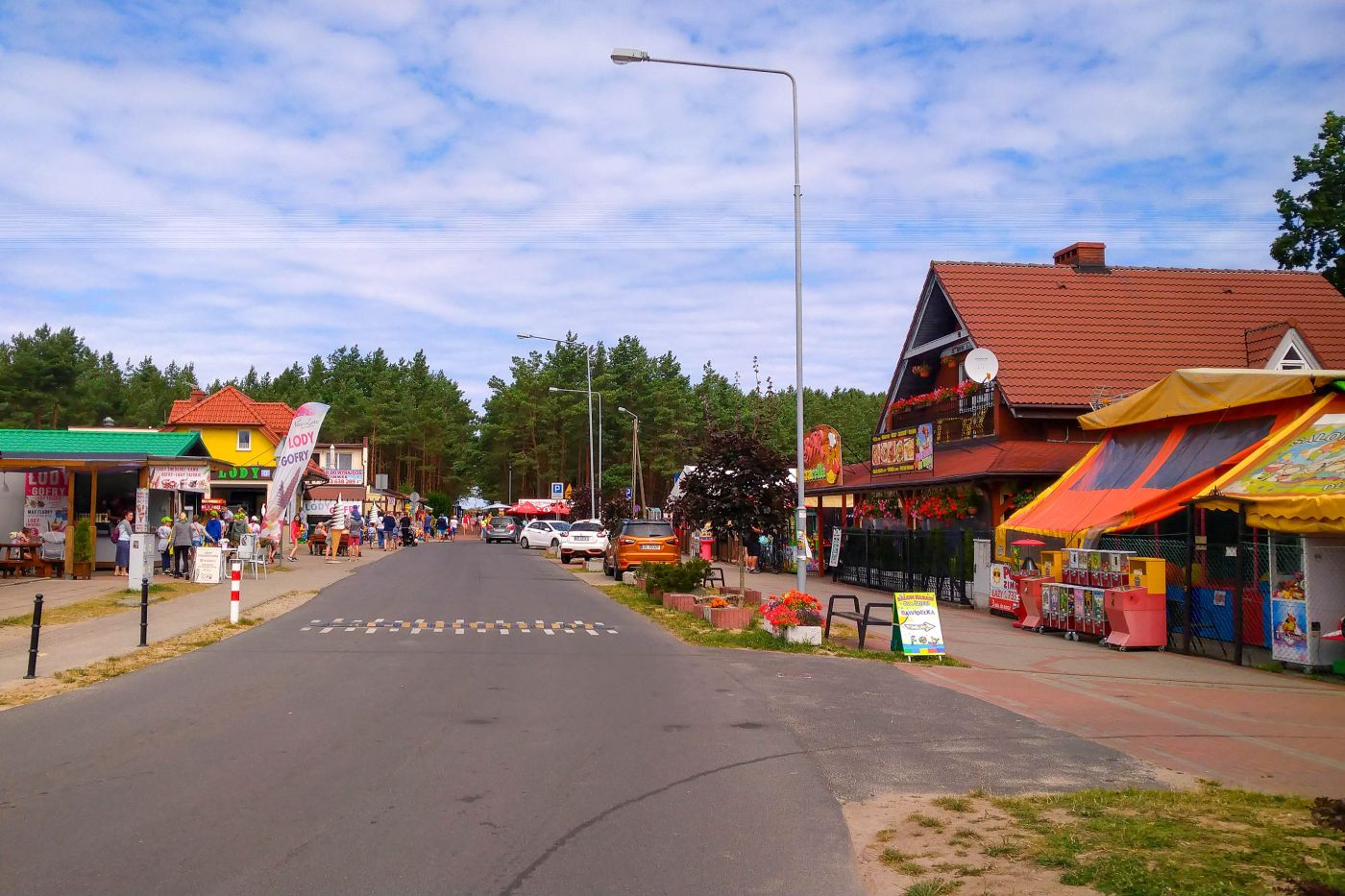
روستای وازی لهستان

وازی (به لهستانی: Łazy) (به آلمانی: Laase) تلفظ لهستانی: ([ˈwazɨ]) روستایی ساحلی  که در ۱۵ کیلومتری شمال شهر کشالین ،  لهستان قرار دارد . پلاژ برهنگی دریای بالتیک و یادبود سربازان لهستانی در جنگ از جاذبه‌های توریستی این روستای کوچک است .